# Hilding Asker
Erik Johan Hilding Asker, född 20 september 1910 i Katarina församling, Stockholm stad, död 12 oktober 1983 i Sofia församling, Stockholms län, var en musikdirektör, dirigent, kompositör och kyrkomusiker.

## Verksamhet
Hilding Asker utbildades vid Musikaliska Akademien i Stockholm, där han avlade organist-, kantors- och musiklärarexamen 1935. Han tjänstgjorde sedan under större delen av sitt verksamma liv som kyrkomusiker i Sofia församling på Södermalm. Asker grundade Sofia Kammarorkester 1948, och verkade som dess dirigent. Han var även verksam som dirigent i Stockholms Sångarförbund samt i manskörerna Sångsällskapet De svenske och Qvartettsångareförbundet, och valdes till förbundsdirigent i Svenska Sångarförbundet 1964.
Hilding Asker var far till operasångaren Björn Asker.

## Priser och utmärkelser
- Vasaorden (RVO)
- Patriotiska sällskapets stora guldmedalj
- Magnoliapriset (1972)